# 魔法師的學徒 (2010年電影)
是一部2010年上映的美國動作奇幻電影，由傑瑞·布洛克海默製片、強·托特陶執導、華特迪士尼影業發行，是《驚天奪寶電影系列》的班底。主演是尼古拉斯·凯奇、傑·巴魯契、艾爾菲·摩里納、泰莉莎·柏爾馬和蒙妮卡·貝露琪。
劇情約略改編自迪士尼電影《幻想曲》，而原始內容則是基於1890年代後期的保羅·杜卡的交響詩《The Sorcerer's Apprentice》以及1797年約翰·沃夫岡·馮·歌德的民謠《The Sorcerer's Apprentice》。
電影原定在2010年7月16日上映，然而最終早了兩天於2010年7月14日上映。

## 故事内容
故事主要发生在当今现代的纽约。千年前，梅林的三个弟子之一的柏哈哲为了协助梅林对付邪恶的女巫摩根娜而把摩根娜封印在黑暗的牢狱里，而梅林则被摩根娜与叛徒麥可辛算计所杀害，为了寻找转世的梅林来彻底击败摩根娜，柏哈哲千辛万苦，终于找到了他所要找的人，那人就是大衛。不巧，大衛在幼年时失手解开了叛徒麥可辛的封印。为了阻止邪恶的魔法师麥可辛通过释放摩根娜来达到奴役人类的企图，柏哈哲则与大衛一起击败麥可辛，而保卫世界的大衛只是一个再普通不过的大学男生，而柏哈哲则要在最短的时间内将自身的魔法传授给这么个不听话的学徒。最终摩根娜被释放成功，为了阻止她奴役人类，大衛通过自己的意志与朋友的帮助，最后终于击败了摩根娜与麥可辛。

## 演員
- 伊恩·麥克夏恩 飾 旁白
- 尼可拉斯·凱吉 飾 柏哈哲·布萊克（Balthazar Blake）：千幾歲的魔法師，改編自迪士尼《幻想曲》裡的魔法師Yen Sid（英语：Yen Sid）。[4]
- 傑·巴魯契 飾 戴維·史都特勒（Dave Stutler）：普通的物理系大學生，而後成為柏哈哲尋找多年的魔法師徒弟。角色改編自迪士尼《幻想曲》裡的米老鼠。[4]
  - 傑克·恰里（英语：Jake Cherry） 飾 年幼的戴維
- 艾爾菲·摩里納 飾 麥可辛·霍瓦斯（Maxim Horvath）：邪惡的魔法師，與柏哈德敵對。
- 艾麗絲·克里奇 飾 摩根勒菲：梅林和柏哈哲的強大敵手。
- 蒙妮卡·貝露琪 飾 薇若妮卡·高羅瓦森（Veronica Gorloisen）：魔法師，柏哈哲長久多年的愛人，犧牲自己封印摩根勒菲。[5]
- 泰莉莎·柏爾馬 飾 麗貝卡"貝琪"·巴恩斯（Rebecca "Becky" Barnes）：大衛的意中情人[4]
  - 珮頓·利斯特 飾 年幼的貝琪
- 奧瑪·本森·米勒 飾 班奈特（Bennet Zurrow）：大衛的室友。
- 托比·凱貝爾 飾 德瑞克·史東（Drake Stone）：加入麥可辛陣營的著名魔術師。[6]
- 羅伯特·卡普榮 飾 奧利佛（Oliver）：大衛小時最好的朋友。
- 詹姆斯·A·史蒂芬斯（James A. Stephens）飾 梅林：傳奇的偉大魔法師，紀元740年被摩根勒菲和麥可辛所殺。
- 妮可·埃丁爵（Nicole Ehinger）飾 艾比蓋兒·威廉斯：被麥可辛陣營釋放的小女孩女巫。
- 吳喬治 飾 孫洛（Sun Lok）：中國巫師。

## 電影原聲帶
電影配樂由崔佛·瑞賓所製作，而原聲帶於2010年7月6日開始販售。
| 曲序 | 曲目                               | 时长 |
| ---- | ---------------------------------- | ---- |
| 1.   | Sorcerer's Apprentice              | 3:14 |
| 2.   | Story of the Prime Merlinian       | 4:02 |
| 3.   | Note Chase                         | 0:39 |
| 4.   | Dave Revives Balthazar             | 2:41 |
| 5.   | Classroom                          | 1:25 |
| 6.   | The Urn                            | 1:39 |
| 7.   | The Grimhold                       | 1:39 |
| 8.   | Morgana Fight                      | 2:59 |
| 9.   | The Ring                           | 1:43 |
| 10.  | Walk in the rain                   | 0:43 |
| 11.  | Merlin Circle                      | 2:01 |
| 12.  | Dave Has Doubts                    | 0:53 |
| 13.  | Becky and Dave on Rooftop          | 1:24 |
| 14.  | Car Chase                          | 3:54 |
| 15.  | Seeing Veronica                    | 0:55 |
| 16.  | Story of Veronica                  | 1:44 |
| 17.  | Horvath Made Off With the Grimhold | 1:13 |
| 18.  | Kiss from Becky                    | 0:33 |
| 19.  | Bull fight                         | 2:10 |
| 20.  | Balthazar Saves Veronica           | 1:13 |
| 21.  | Sorcerer's Apprentice Suite        | 2:28 |
| 22.  | Fantasia Original Demo             | 4:22 |

## 評價
爛番茄根據173條評論，本片獲得40%的新鮮度，平均得分5.3／10，觀眾投票獲得53%的分數，平均得分為3.3／5。在Metacritic上，本片獲得46分。

## 外部連結
- 互联网电影数据库（IMDb）上《魔法師的學徒》的资料（英文）
- 爛番茄上《魔法師的學徒》的資料（英文）
- Box Office Mojo上《魔法師的學徒》的資料（英文）
- AllMovie上《魔法師的學徒》的资料（英文）
- Metacritic上《魔法師的學徒》的資料（英文）
- 開眼電影網上《魔法師的學徒》的資料（繁體中文）
- Yahoo奇摩電影上《魔法師的學徒》的資料（繁體中文）
- 时光网上《魔法師的學徒》的資料（简体中文）
- 豆瓣电影上《魔法師的學徒》的資料 （简体中文）